# ¡Qué lindo es Michoacán!
¡Qué lindo es Michoacán! es una película de comedia musical mexicana de 1943 dirigida por Ismael Rodríguez Ruelas y protagonizada por Tito Guízar, Gloria Marín y Víctor Manuel Mendoza. Después del éxito de ¡Ay Jalisco, no te rajes! en todo el continente americano, le siguieron varias producciones que destacaban temas provincianos, honrando a diversas regiones de México.
El filme marcó el debut de Rodríguez Ruelas como director. La historia escrita por Ernesto Cortázar llamaba la atención por el regreso al cine de Guízar y la simpatía de "Chachita" quien destaca por las burlas y bromas que le hace a un cocinero francés (Ángel Garasa).

## Reparto
- Julio Ahuet
- José Alcalde Gamiz
- Jorge Arriaga
- Carolina Barret
- Dolores Camarillo
- Lupe del Castillo
- Emma Duval
- Ángel Garasa
- Jesús Graña
- Raúl Guerrero
- Tito Guízar
- Max Langler
- Gerardo López del Castillo
- Daniel Lundberg
- Gloria Marín
- Víctor Manuel Mendoza
- Evita Muñoz "Chachita"
- Manuel Noriega
- Salvador Quiroz
- Josefina Romagnoli
- Arturo Soto Rangel